# San Jorge (Santa Cruz de Tenerife)

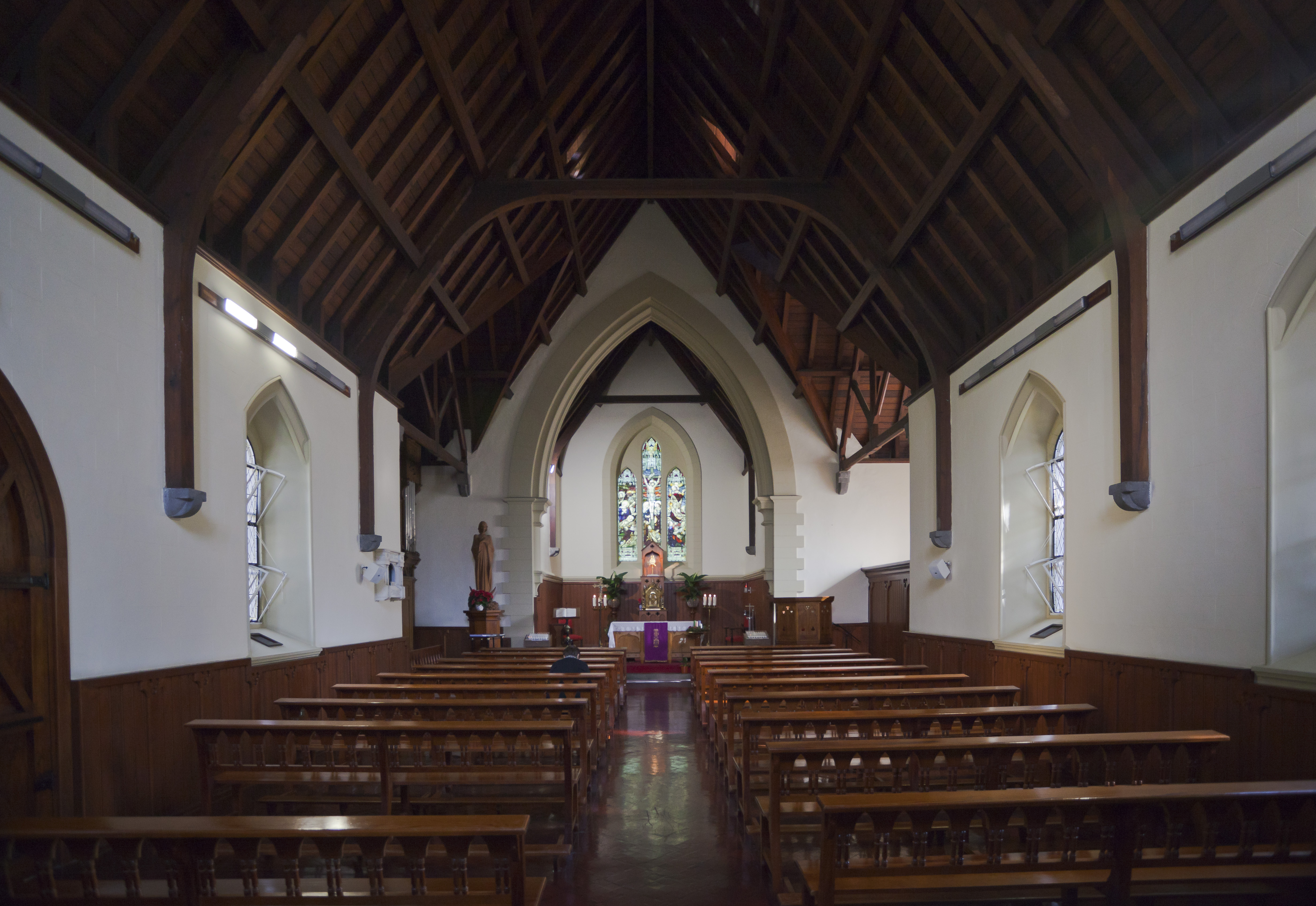
Innenraum

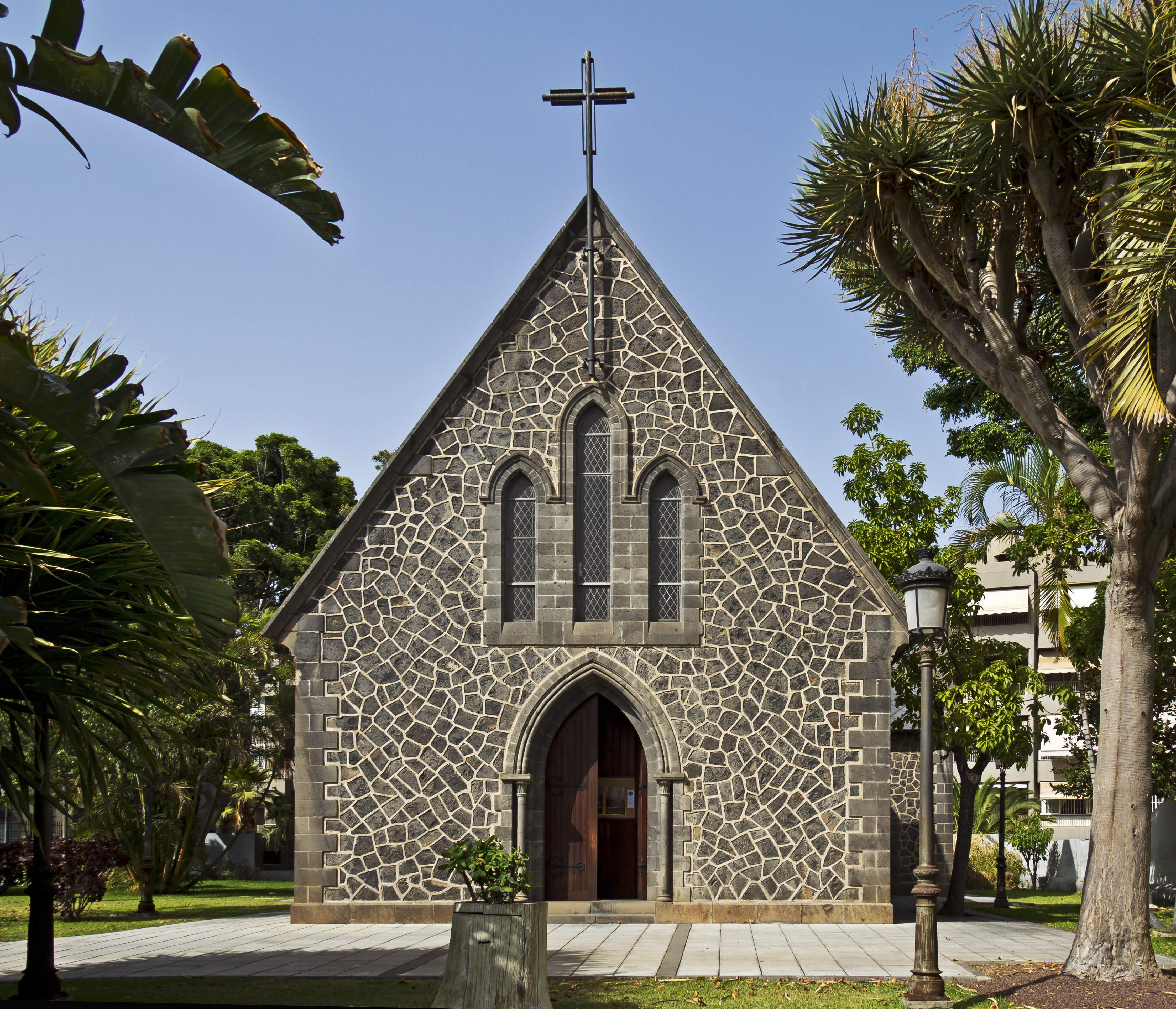
Blick in Richtung Norden

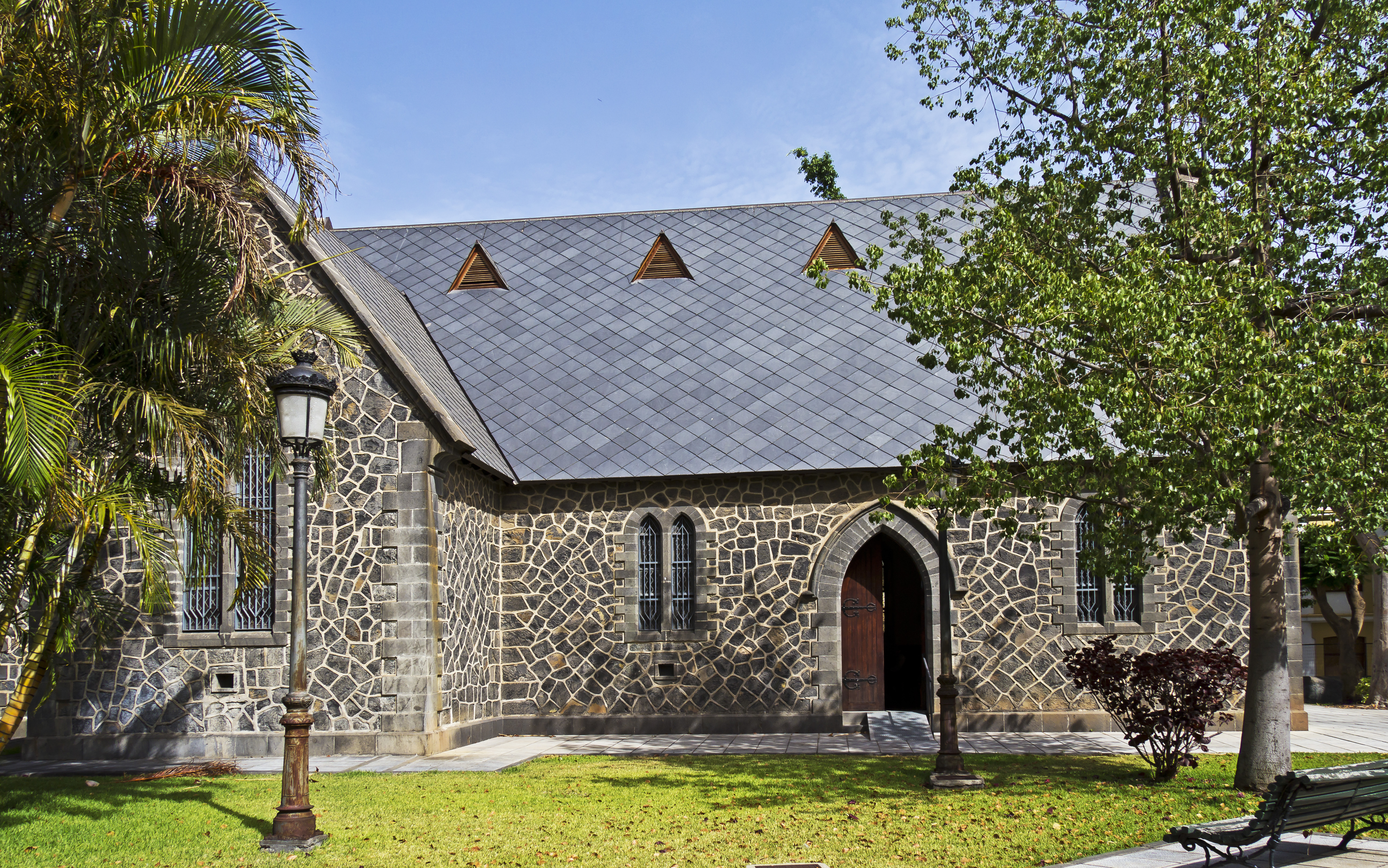
Blick in Richtung Osten

Die Iglesia de San Jorge ist eine römisch-katholische Kirche in Santa Cruz de Tenerife. Sie wurde als anglikanische Kirche Church of Saint George gebaut.

## Geschichte
Im Jahr 1890 richtete die Church of England in Santa Cruz de Tenerife eine Kaplanstelle ein, um wenigstens im Winter den in der Stadt wohnenden und den auf der Durchreise befindlichen Briten Gottesdienste in den Räumen des Konsulates anbieten zu können. Ein Jahr später wurde damit begonnen, Spenden für den Bau einer Kirche zu sammeln. Der Entwurf für den Neubau stammte von dem Architekten Walter I. Word, der auch die Pläne für den Bau der anglikanischen Kirche in Puerto de la Cruz erstellt hatte. Am 22. Juni 1897, dem Tag des 60. Thronjubiläums der Königin Victoria, wurde der Grundstein für die Church of Saint George auf einem Grundstück an der heutigen Plaza de 25 de Julio gelegt. Am 21. Dezember 1905 wurde die Kirche mit einem Gottesdienst provisorisch eröffnet. Die Fertigstellung und Weihe fand im März 1914 statt.
Im Jahr 1989 hatte die Zahl der Kirchenmitglieder der Church of England in Santa Cruz so stark abgenommen, dass keine Gemeinde mehr vorhanden war, die das Gebäude nutzen und unterhalten konnte. Die Kirche wurde daher an das katholische Bistum San Cristóbal de la Laguna verkauft. Nach einer Renovierung und geringen Anpassungen an die andere Liturgie wurde die Kirche am 23. September 1993 von Bischof Felipe Fernández García geweiht. Am Vorabend des 25. Juli 1997 wurde in der Kirche durch den katholischen und einen anglikanischen Bischof ein ökumenischer Gottesdienst gehalten im Gedenken an die Toten des 25. Juli 1797.

## Gebäude
Das Gebäude, das von einer Gartenfläche umgeben ist, hat die Form eines lateinischen Kreuzes ohne Vierung. Die Mauern bestehen aus Natursteinen, die im Innenraum verputzt sind. Fenster und Türen haben Spitzbögen. Die Kirche besitzt keinen Turm und hat erst seit der Umwandlung in eine katholische Kirche ein Kreuz an der Fassade. Das Hauptschiff ist etwas breiter als der Altarraum, von dem es durch einen Spitzbogen getrennt wird. Das Gebälk des Satteldaches ist innen sichtbar. Im linken Querschiff steht eine Orgel.